# 韓國釜山華僑中學
韓國釜山華僑中學（英語：Overseas Chinese High School Busan Korea），簡稱釜中，創建於1951年6月，是韓國四所華僑中學之一，以教育華僑子弟，繼承中華文化為宗旨，校址位於韓國釜山廣域市東區草梁1洞548-2番地。1951年韓戰時期，漢城（今首爾）、仁川的學生為避戰而逃到釜山，中華民國便在領事館開辦本校。

## 校歌

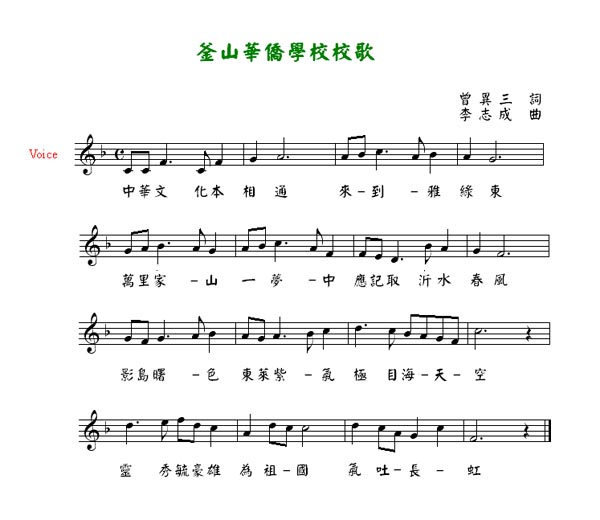
釜山華僑中學校歌

## 校訓[2]
- 禮 義 廉 恥
- 忠 孝 勤 樸

## 校歌[3]
曾異三　作詞
李志成　作曲
中華文化本相通，來到雅綠東；
萬里家山一夢中，應記取沂水春風。
影島曙色，東萊紫氣，極目海天空；
靈秀毓豪雄為祖國，氣吐長虹。

## 歷任校長
- 綦金宏 代理校長 - 1951年6月 ~ 1951年7月
- 陳國樑 校長 - 1951年7月 ~ 1964年1月
- 劉秦　 代理校長 - 1964年1月 ~ 1965年
- 趙志文 校長 - 1965年 ~ 1977年
- 王兆忠 校長 - 1977年 ~ 1981年
- 李永華 校長 - 1981年 ~ 1999年
- 林行先 校長 - 1999年 ~ 2008年
- 范延明 校長 - 2008年 ~ 2015年
- 高吉慶 校長 - 2015年 ~ 2022年